# Gerard Monaco
Gerard Monaco (ur. 16 lipca 1979 w Londynie) – angielski aktor i producent filmowy.
W 2002 ukończył szkołę teatralną Royal Academy of Dramatic Art. W filmie gra najczęściej epizodyczne role, występował również w popularnych serialach telewizyjnych m.in.: Rozpustnice, White Gold oraz Utopia.

## Filmografia
| Filmy fabularne |                                         |                          |
| Rok             | Tytuł                                   | Rola                     |
| 2004            | Sky Kapitan i świat jutra               | jako technik             |
| 2004            | Vera Drake                              | Kenny                    |
| 2009            | Jaśniejsza od gwiazd                    | Charles Dilke            |
| 2011            | Piraci z Karaibów: Na nieznanych wodach | jako hiszpański oficer   |
| 2013            | Adwokat                                 | jako kelner w hotelu     |
| 2015            | Point Break - na fali                   | jako agent Interpolu     |
| 2017            | Dziecko w czasie                        | jako agent nieruchomości |
| 2017            | Gwiezdne wojny: Ostatni Jedi            | jako dowódca             |
| 2018            | Mamma Mia! Here We Go Again             | Alexio                   |